# Rio Coriera
O Rio Coriera é um rio da Romênia, afluente do Şugău, localizado no distrito de Harghita.